# Michael Ricketts
Michael Barrington Ricketts (Birmingham, 4 dicembre 1978) è un ex calciatore inglese, di ruolo attaccante.